# کاخ پاپ‌ها

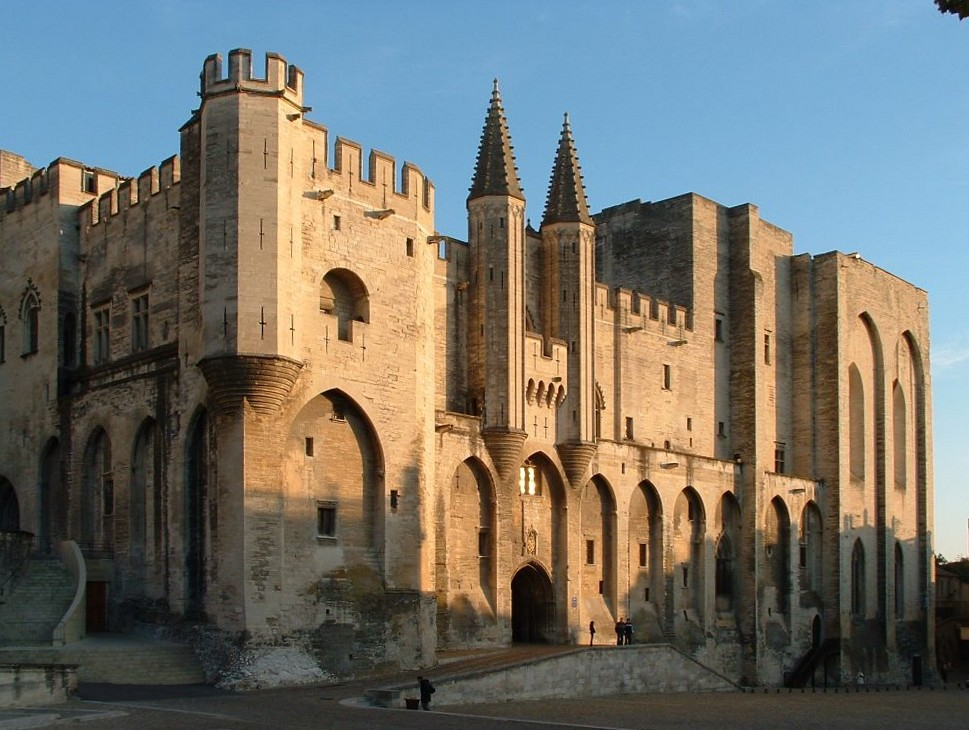
نمای ورودی Palais des Papes

مجموعه کاخ‌های پاپ (به فرانسوی Palais des Papes) واقع شده در آوینیون در فرانسه بزرگترین بنای [[معماری گوتیک]] قرون وسطی محسوب می‌شود.
آوینیون پس از جریان موسوم به دو دستگی غرب، به اقامت گاه پاپ در سال ۱۳۰۹ میلادی با بر روی کار آمدن گاستکون ریموند برتراند دُ گّت به عنوان پاپ کلمنت پنجم بدل گردید.

## نگارخانه

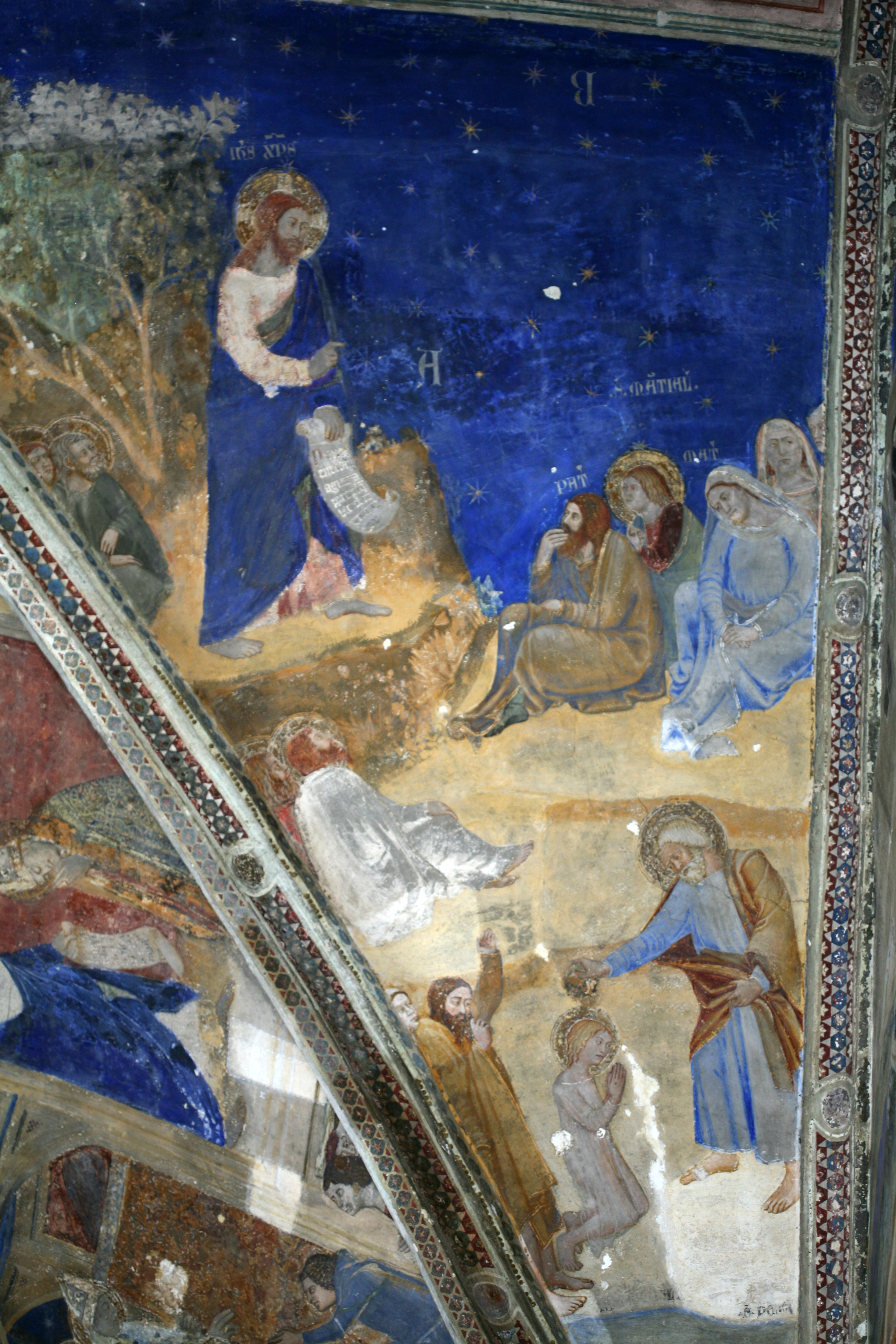
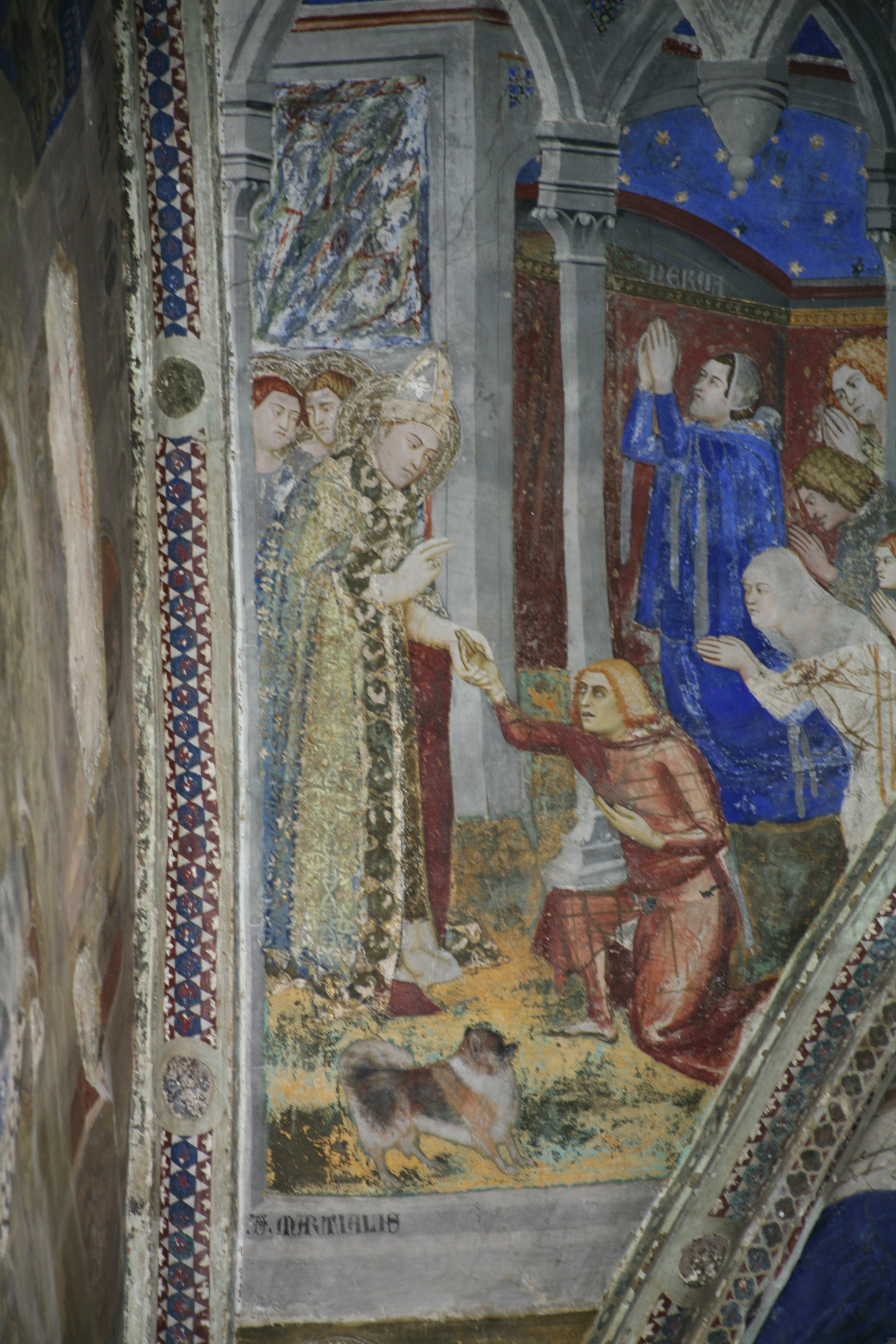
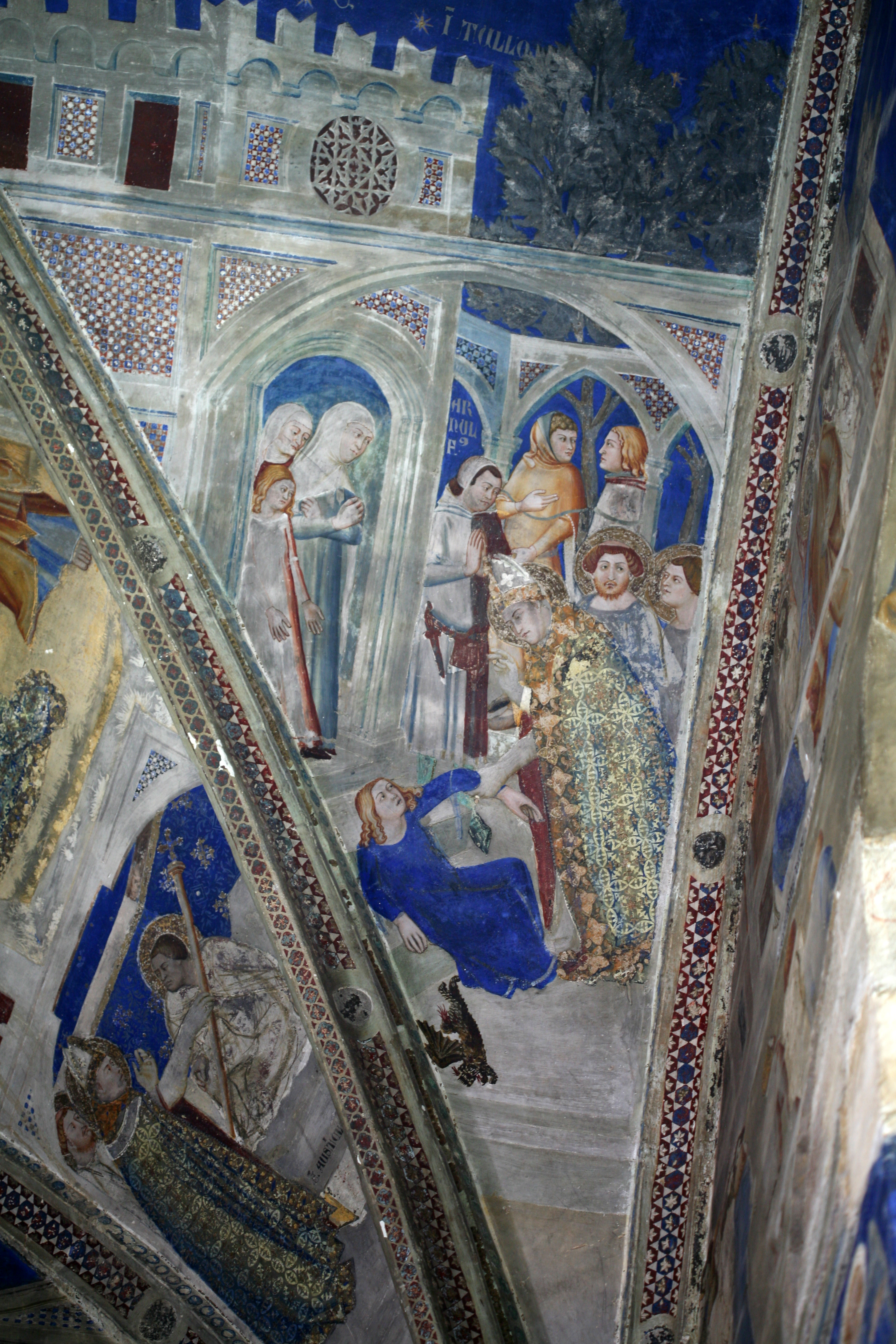
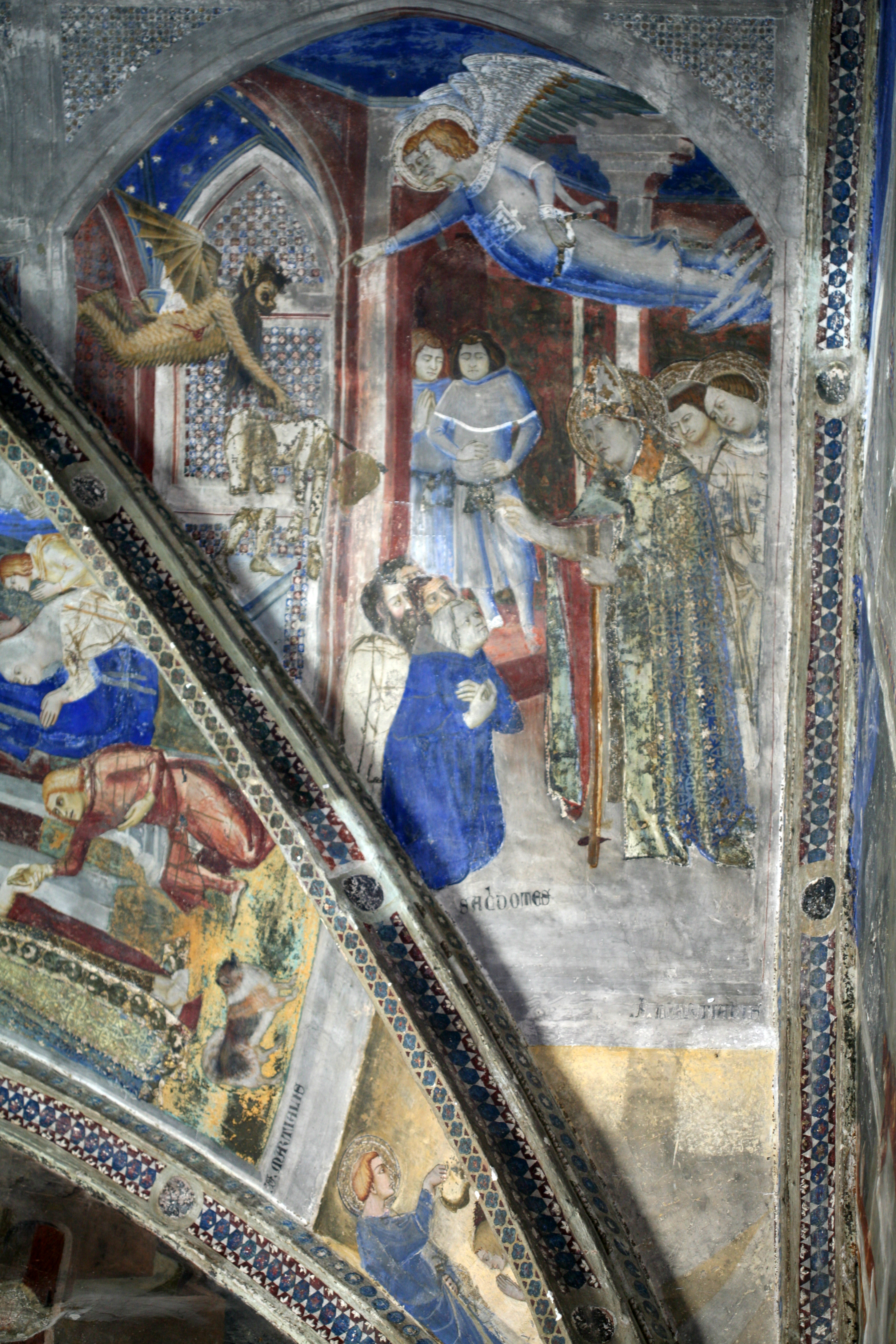
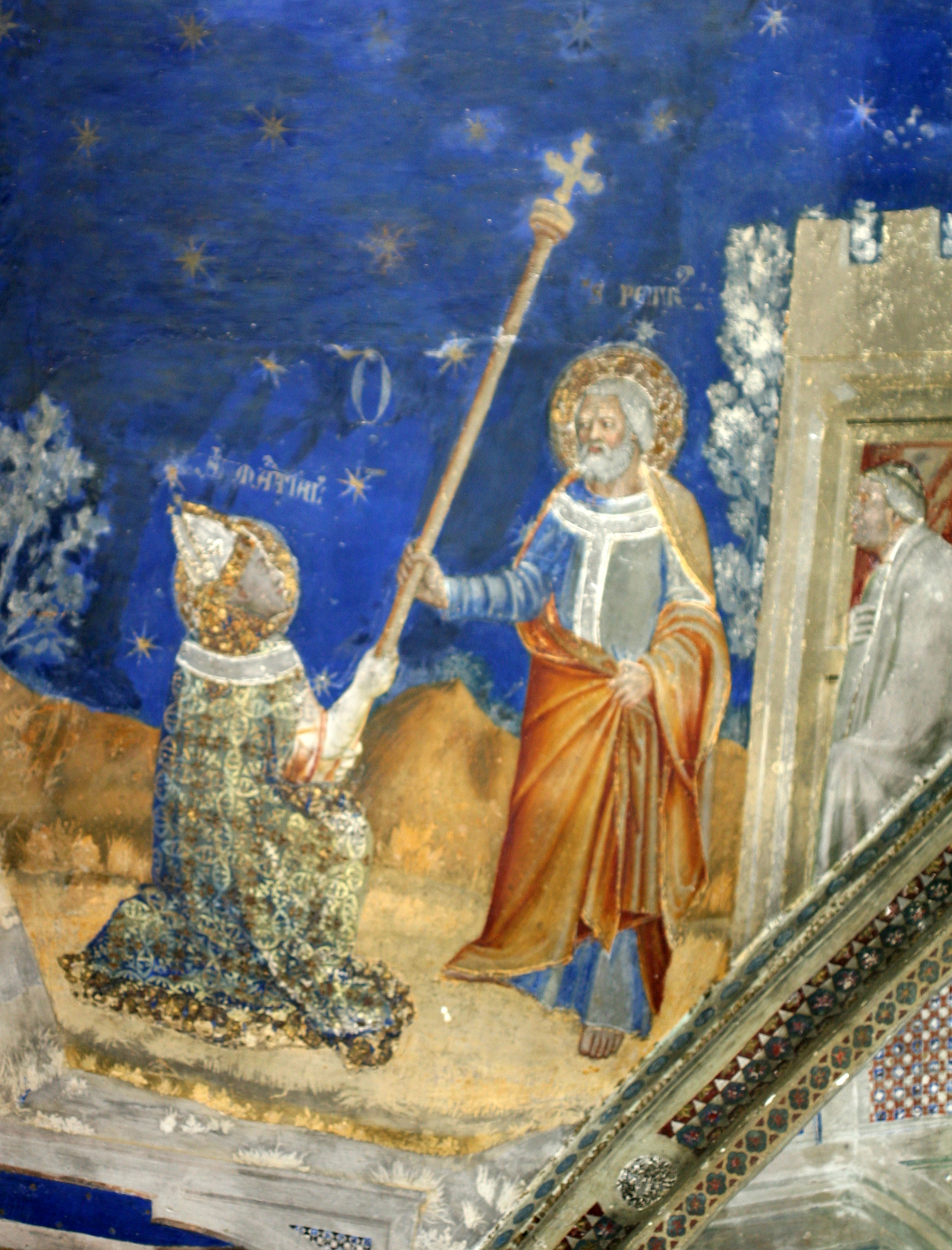
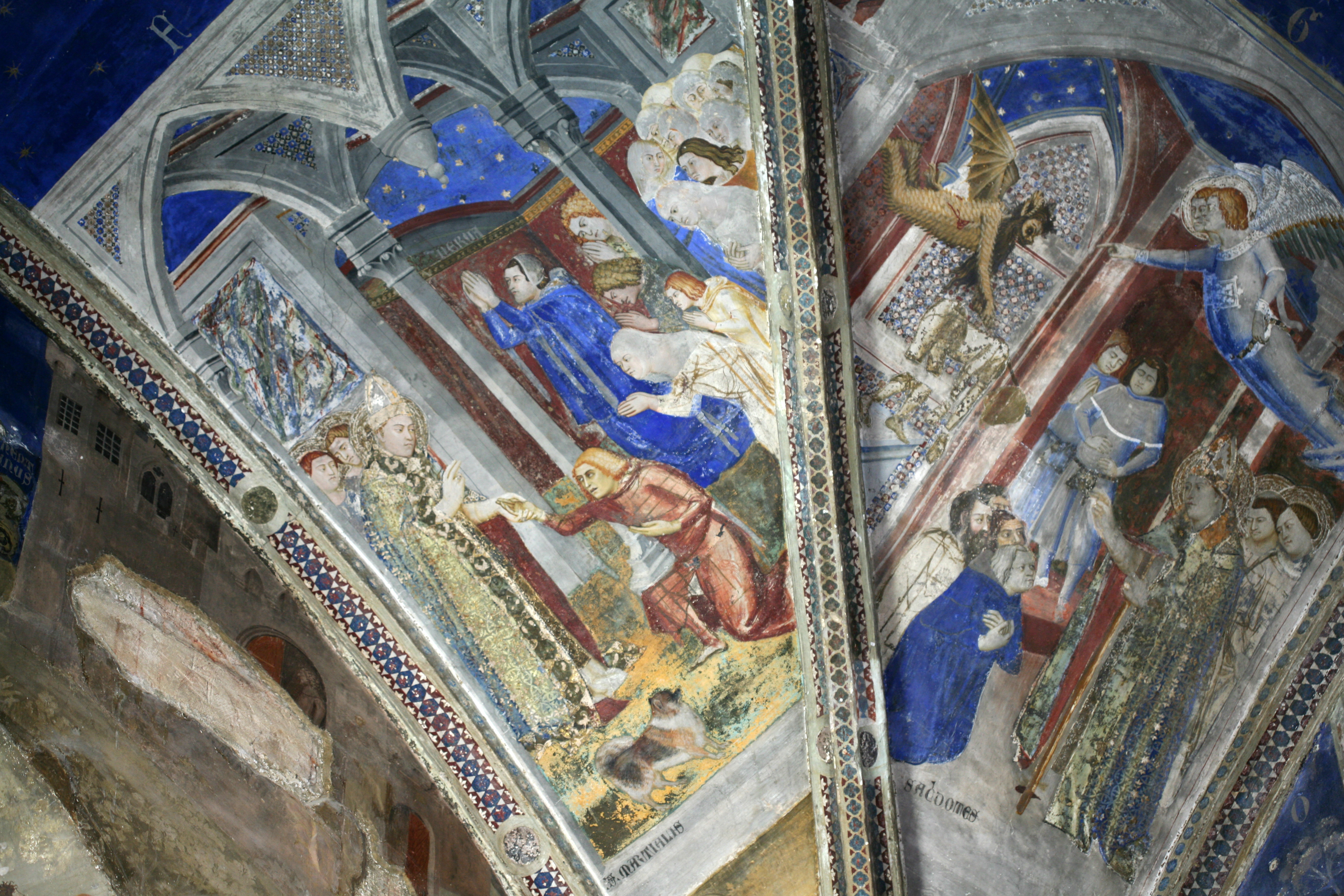
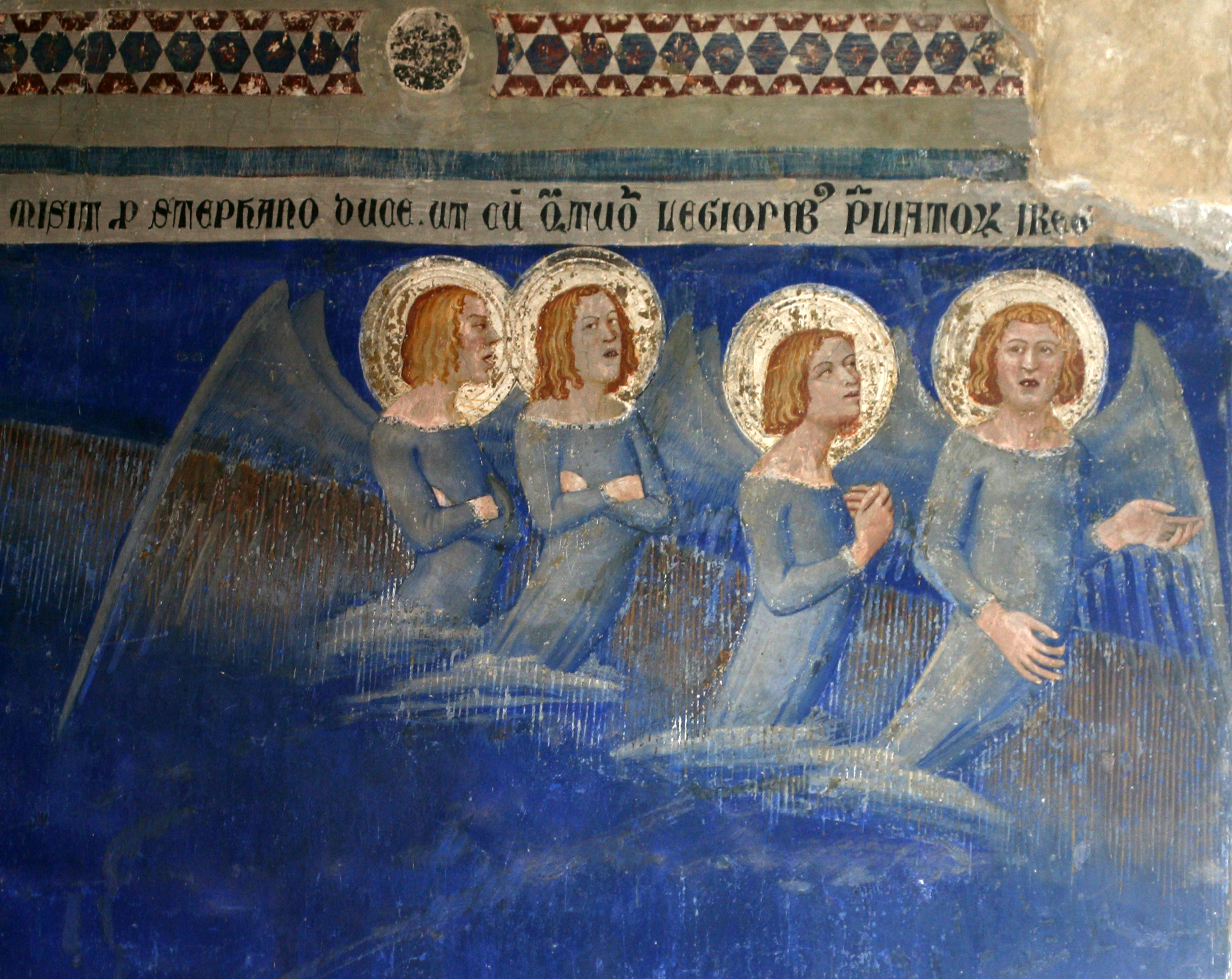
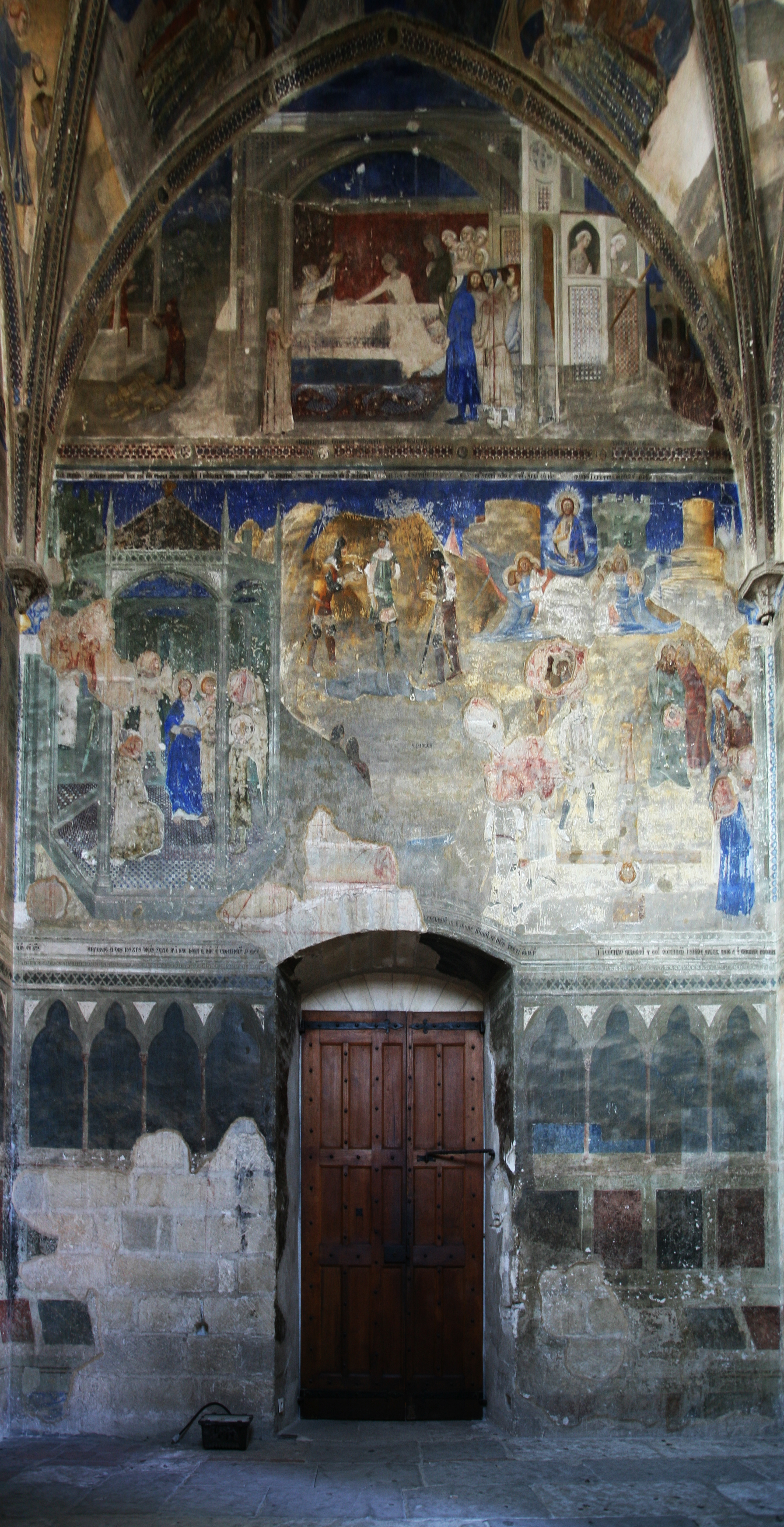